# Cielo di fuoco
(generale Savage)
Cielo di fuoco (Twelve O'Clock High) è un film del 1949 diretto da Henry King, basato su un romanzo di Beirne Lay Jr. e Sy Bartlett, adattato per il cinema dagli autori stessi.

## Trama
La vicenda sviluppa la propria azione in un unico grande flashback, innescato da un oggetto trovato da un ex-ufficiale di amministrazione militare in un negozio di oggetti usati, che lo spinge a recarsi su un campo di aviazione dismesso in Inghilterra, nel quale furono dislocati i B-17 inviati dagli Stati Uniti per colpire il territorio tedesco. L'ufficiale, avvocato nella vita civile rivive la propria vicenda bellica, che ruota attorno all'arrivo di un nuovo comandante, il Generale Savage, che sostituisce il comandante, suo sottoposto ed amico, a causa delle elevate perdite subite durante le azioni di guerra.
Il nuovo comandante instaura un regime di disciplina completamente differente dal suo predecessore, considerato da Savage troppo vicino ai suoi equipaggi, basato sulla durezza e precisione dell'addestramento, e la sottolineatura violenta degli errori commessi dai suoi uomini, che nel momento in cui commettono delle mancanze vengono relegati su un apparecchio definito "il lebbrosario". L'ufficiale di amministrazione è l'unico che comprende quali siano le contraddizioni interiori di Savage, che da un lato si mostra inflessibile, dall'altro è profondamente legato ai propri uomini, e cerca di mediare sulle situazioni più critiche.
I risultati dell'addestramento sono comunque positivi, e pur in un quadro di crescente impegno del reparto, le perdite diminuiscono a favore di una maggiore efficacia delle azioni sul territorio tedesco. Anche il morale dei suoi uomini, inizialmente riottosi al nuovo stile del comandante, cresce insieme all'apprezzamento delle sue qualità. Alla fine però, a valle di una violenta azione, nella quale vengono abbattuti numerosi apparecchi del gruppo, Savage ha un collasso nervoso a causa dello stress, e deve lasciare il reparto.
Oltre che ad un'ottima recitazione da parte dei suoi protagonisti, il film fa un uso molto efficace delle riprese autentiche degli scenari bellici, dosando le riprese in bianco-e-nero degli apparecchi utilizzati per il film, con immagini di repertorio in un ritmo crescente sino al collasso finale di Savage.
Inoltre, contiene alcuni principi di base utilizzati nelle moderne tecniche di gestione del gruppo e dei conflitti, dove vengono premiati la chiarezza nella gestione degli errori, e la franchezza di rapporto.

## Riconoscimenti
- 1950 - Premio Oscar
  - Miglior attore non protagonista a Dean Jagger
  - Miglior sonoro alla 20th Century Fox (Sound Department)
  - Candidatura al Miglior film alla 20th Century Fox
  - Candidatura al Miglior attore protagonista a Gregory Peck
- 1950 - National Board of Review Award
  - Migliori dieci film

Nel 1998 è stato scelto per la conservazione nel National Film Registry della Biblioteca del Congresso degli Stati Uniti.